# Peña Hueva
La Peña Hueva forma parte del relieve tabular del páramo de la Alcarria en la provincia española de Guadalajara.
Hay acceso al altiplano por caminos rurales desde el oeste. De la misma manera que su vecino Pico del Águila, en la ladera opuesta del valle de Valdenoches, la Peña Hueva es un destino importante para el ciclismo de montaña regional.